# Chủ nghĩa chống đế quốc
Chủ nghĩa chống đế quốc hay chủ nghĩa phản đế trong chính trị học và quan hệ quốc tế là sự phản đối chủ nghĩa đế quốc hoặc chủ nghĩa thực dân mới. Chủ nghĩa chống đế quốc thường biểu hiện như một nguyên tắc chính trị trong các cuộc đấu tranh giành độc lập chống lại sự can thiệp hoặc ảnh hưởng từ một siêu cường toàn cầu, cũng như chống lại sự thống trị của thực dân. Chủ nghĩa chống đế quốc cũng có thể nảy sinh từ một lý thuyết kinh tế cụ thể, chẳng hạn như chủ nghĩa Lênin về chủ nghĩa đế quốc (lý thuyết của Vladimir Lenin về giá trị thặng dư được xuất khẩu sang các quốc gia kém phát triển hơn để tìm kiếm lợi nhuận cao hơn, cuối cùng dẫn đến chủ nghĩa đế quốc), bắt nguồn từ quan điểm của Lenin năm 1917 "Imperialism, the Highest Stage of Capitalism". Những người tự nhận mình là người chống chủ nghĩa đế quốc thường tuyên bố rằng họ phản đối chủ nghĩa thực dân, đế quốc thực dân, quyền bá chủ, chủ nghĩa đế quốc và sự mở rộng lãnh thổ của một quốc gia ra ngoài biên giới đã được thiết lập.
Một phong trào có ảnh hưởng độc lập với cánh tả phương Tây chủ trương tôn giáo chống chủ nghĩa đế quốc là chủ nghĩa liên Hồi giáo; đã thách thức mô hình văn minh phương Tây và trở nên nổi bật ở nhiều nơi trong thế giới Hồi giáo trong thế kỷ 19 và 20. Nhà tư tưởng có ảnh hưởng nhất của nó là nhà thần học người Sunni Muhammad Rashid Rida, một người phản đối gay gắt các tư tưởng phương Tây, người đã kêu gọi người Hồi giáo đứng lên kháng chiến vũ trang bằng cách tiến hành thánh chiến chống lại chủ nghĩa đế quốc và tái lập một vương quốc Hồi giáo. Qua nghị quyết tại Đại hội Quốc tế Cộng sản lần thứ hai (1920), Lênin cáo buộc chủ nghĩa chống đế quốc của những người theo chủ nghĩa liên Hồi giáo là ủng hộ lợi ích của giai cấp tư sản, địa chủ phong kiến và giáo sĩ tôn giáo; và ra lệnh cho những người cộng sản bắt buộc phải chống lại chủ nghĩa liên Hồi giáo. Kể từ đó, chính quyền Liên Xô thường xuyên sử dụng cáo buộc liên Hồi giáo để nhắm vào những người Hồi giáo bất đồng chính kiến vì các hoạt động chống Liên Xô và kích động các cuộc nổi dậy chống cộng.
Cụm từ này đã được phổ biến rộng rãi sau Thế chiến thứ hai và khi bắt đầu Chiến tranh Lạnh khi các phong trào chính trị ở các thuộc địa của các cường quốc châu Âu thúc đẩy chủ quyền quốc gia. Một số nhóm chống chủ nghĩa đế quốc phản đối Hoa Kỳ ủng hộ sức mạnh của Liên Xô, trong khi ở một số trường phái Marxist, chẳng hạn như chủ nghĩa Mao, điều này bị chỉ trích là chủ nghĩa đế quốc xã hội. Các phong trào Hồi giáo theo truyền thống coi Nga và Trung Quốc là các thế lực đế quốc và thuộc địa mới tham gia vào cuộc đàn áp và áp bức các cộng đồng Hồi giáo trong và ngoài nước, bên cạnh Mỹ và các đồng minh của nước này như Israel.

## Lý thuyết
Vào cuối những năm 1870, thuật ngữ "imperialism (chủ nghĩa đế quốc)" được đưa vào tiếng Anh bởi những người phản đối chính sách đế quốc hung hãn của Thủ tướng Anh Benjamin Disraeli (1874–1880). Nó nhanh chóng bị chiếm đoạt bởi những người ủng hộ "chủ nghĩa đế quốc" như Joseph Chamberlain. Đối với một số người, chủ nghĩa đế quốc chỉ định một chính sách duy tâm và từ thiện; những người khác cáo buộc rằng nó được đặc trưng bởi lợi ích chính trị; và ngày càng có nhiều người gắn nó với lòng tham của chủ nghĩa tư bản. John A. Hobson và Vladimir Lenin đã bổ sung thêm ý nghĩa kinh tế vĩ mô mang tính lý thuyết hơn cho thuật ngữ này. Nhiều nhà lý thuyết cánh tả đã đi theo một trong hai hoặc cả hai trong việc nhấn mạnh đặc điểm cấu trúc hoặc hệ thống của "chủ nghĩa đế quốc". Những tác giả như vậy đã mở rộng khoảng thời gian gắn liền với thuật ngữ này để giờ đây nó không chỉ định một chính sách hay một khoảng thời gian ngắn trong nhiều thập kỷ vào cuối thế kỷ 19 mà là một hệ thống toàn cầu kéo dài qua nhiều thế kỷ, thường quay trở lại thời Christopher Columbus. Khi việc áp dụng thuật ngữ này được mở rộng, ý nghĩa của nó đã dịch chuyển theo năm trục riêng biệt nhưng thường song song: đạo đức, kinh tế, hệ thống, văn hóa và thời gian. Những thay đổi đó phản ánh—trong số những thay đổi khác về nhận thức—sự bất an ngày càng tăng đối với thực tế quyền lực, đặc biệt là quyền lực phương Tây.
Mối quan hệ giữa chủ nghĩa tư bản, quý tộc và chủ nghĩa đế quốc đã được các nhà lý luận, sử học, khoa học chính trị như John A. Hobson và Thorstein Veblen, Joseph Schumpeter và Norman Angell thảo luận và phân tích. Những trí thức này đã viết nhiều tác phẩm về chủ nghĩa đế quốc trước Thế chiến thứ nhất (1914–1918), tuy nhiên tác phẩm tổng hợp của họ đã cung cấp thông tin cho nghiên cứu về tác động của chủ nghĩa đế quốc đối với châu Âu và góp phần vào những phản ánh chính trị và tư tưởng về sự trỗi dậy của nền công nghiệp-quân sự. phức tạp ở Hoa Kỳ từ những năm 1950 trở đi.